# Flabelligera commensalis
Flabelligera commensalis är en ringmaskart som beskrevs av Moore 1909. Flabelligera commensalis ingår i släktet Flabelligera och familjen Flabelligeridae. Inga underarter finns listade i Catalogue of Life.